# Кёниг, Петер
Петер Кениг (словац. Peter König; род. 13 августа 1988 года, Нитра, Чехословакия) — словацкий хоккеист, защитник.

## Карьера
Воспитанник хоккейной школы ХК «Нитра». Выступал за ХК «Нитра», ХК «Топольчаны», ХК «Нове-Замки», МХК «37 Пьештяни», ХК «Трнава», «Беркут» (Киев).
В чемпионатах Словакии провёл 156 матча (10+12), в плей-офф — 14 матчей (0+1).

## Достижения
- Бронзовый призер чемпионата Украины (2012)